# Carbonara (famiglia genovese)

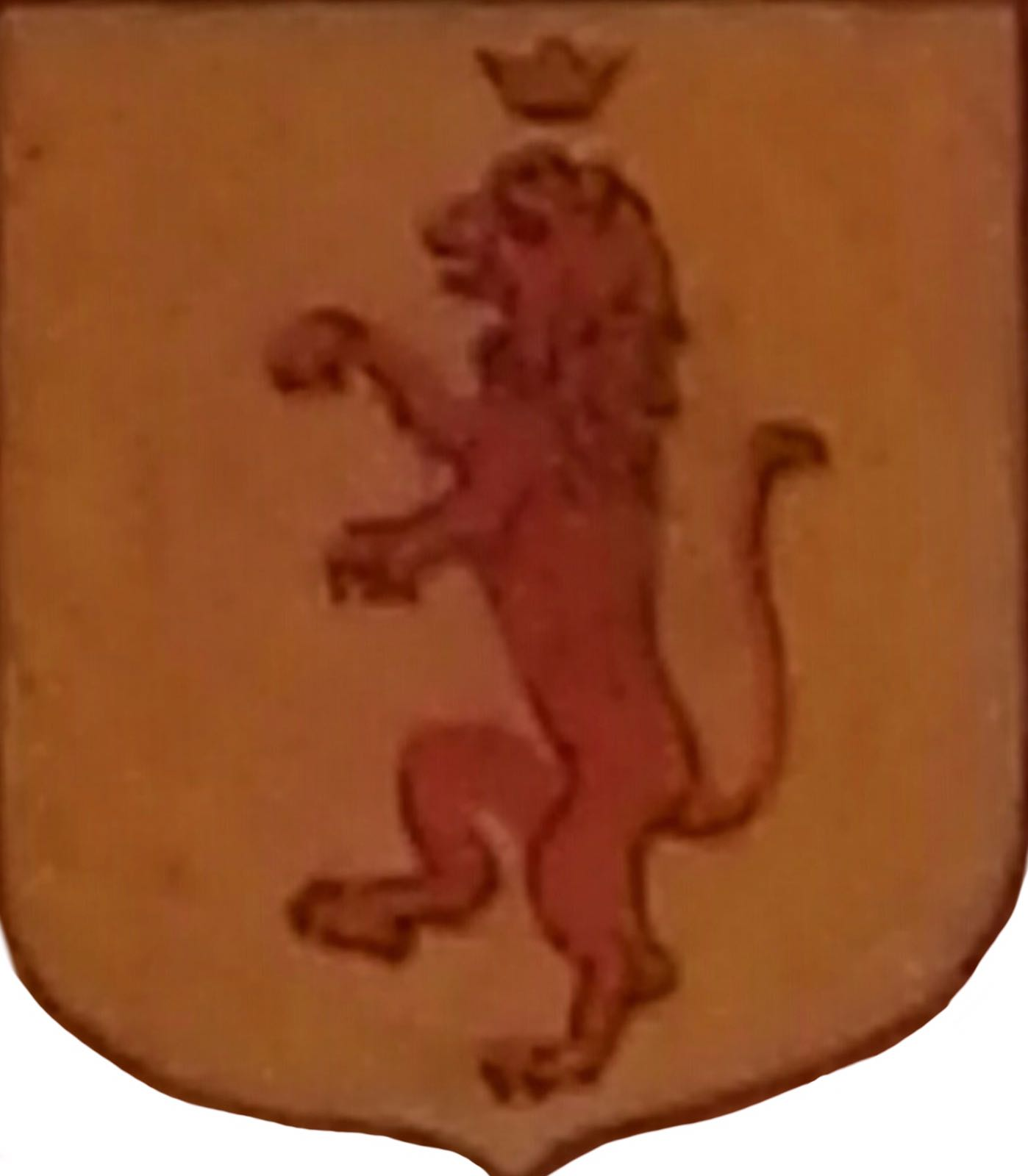
Stemma dei Conti Carbonara Signori di Sardigliano

Carbonara è il nome di un'antica famiglia genovese.

## Titoli
Patrizi genovesi, Conti, Signori di Sardigliano. 

## Stemma
D'oro al leone di rosso coronato dello stesso.

## Storia
Gli atti d'archivio riportano a Giorgio Carbonara, vivente in Genova nel XVII secolo. Qui egli aveva condotto gli studi legali, aveva avuto figli ed acquistato beni. Con atto Gerolamo Odone del 10 gennaio 1667 era  stato nominato esecutore testamentario della nobile genovese Eleonora Spinola fu Ottavio. Da un primo matrimonio erano nati: Teodoro sacerdote, Gian Giacomo regolare barnabita, Pietro Maria maggiore. Da un secondo: Gian Stefano e Bartolomeo. 
Il generale Pietro Maria Carbonara, patrizio genovese, nel 1742 venne investito dei 2/3 del feudo di Sardigliano, signoria che condivise inizialmente con i Settala, già proprietari per 1/3 sin dal 1660. Pietro morì nel 1760, lasciando la successione al consanguineo Ferdinando.
Bartolomeo, giureconsulto come il padre, prese moglie in Spagna, essendo al servizio della Maestà cattolica. Era stato, infatti, Capitano nell'esercito di Catalogna e poi Colonnello dell'Armata spagnola. Il 26 agosto 1699 il nobilis dominus tribunum militum Don Bartolomeus Carbonara, Mastro di Campo e Governatore di Arona, fu creato Conte Palatino da Ferdinando II Gonzaga. Con LL.PP. 30 gennaio 1717, poi, Vittorio Amedeo II gli conferì il titolo di Conte con trasmissibilità  in linea primogenita mascolina. 
Il conte don Ferdinando Carbonara, Signore di Sardigliano, suo figlio, nacque in Spagna e sposò Angela Caterina Grillo, appartenente ad un ramo della nobile famiglia genovese che si era insediato a Serravalle Scrivia. Non avendo avuto discendenza, il di lei fratello, Giovanni Battista Grillo (di Luca Antonio, di Giovanni Battista, di Luca, di Giuliano) venne istituito suo erede universale con atto pubblico mortis causa notaio Salvo del 23 ottobre 1760. Lo stemma della famiglia campeggia ancora oggi scolpito e affrescato nell'atrio d'ingresso del Municipio di Serravalle  Scrivia (Palazzo Grillo fino al 1838) e nell'antistante palazzo che fu di proprietà della famiglia dal 1576.